# Symplectoscyphus ritchiei
Symplectoscyphus ritchiei is een hydroïdpoliep uit de familie Sertulariidae. De poliep komt uit het geslacht Symplectoscyphus. Symplectoscyphus ritchiei werd in 1915 voor het eerst wetenschappelijk beschreven door Briggs. 